# Trichonta flavicauda
Trichonta flavicauda är en tvåvingeart som beskrevs av Lundstrom 1914. Trichonta flavicauda ingår i släktet Trichonta och familjen svampmyggor. Arten är reproducerande i Sverige. Inga underarter finns listade i Catalogue of Life.